# Tatra (tramwaj)
Tatra – marka tramwajów elektrycznych produkowanych przez zakłady ČKD w Pradze w Czechosłowacji (obecnie Czechy).
W okresie socjalizmu były one podstawowym typem tramwajów dla krajów RWPG takich, jak Czechosłowacja, Węgry, Bułgaria, NRD, Rumunia czy ZSRR oraz dla Jugosławii i Korei Północnej. W Polsce eksploatowano w tym okresie wyłącznie model T1 (w Warszawie), gdyż głównym producentem taboru pozostał Konstal z Chorzowa.
Od 1997 roku w Poznaniu eksploatowane są modele RT6N1.
W październiku 2006 roku BVG Berlin podpisało umowę z MZK Szczecin na dostawę 21 sztuk używanych wagonów Tatra KT4Dt, które w okresie od października 2006 do stycznia 2007 dostarczono do Szczecina. W październiku 2007 MZK Szczecin podpisało również umowę na dostawę 32 sztuk tramwajów typu T6A2D. W grudniu 2012 rozpoczęły się zaś dostawy kolejnej partii przegubowych tramwajów Tatra KT4Dt z BVG Berlin.

## Lista modeli tramwajów Tatra

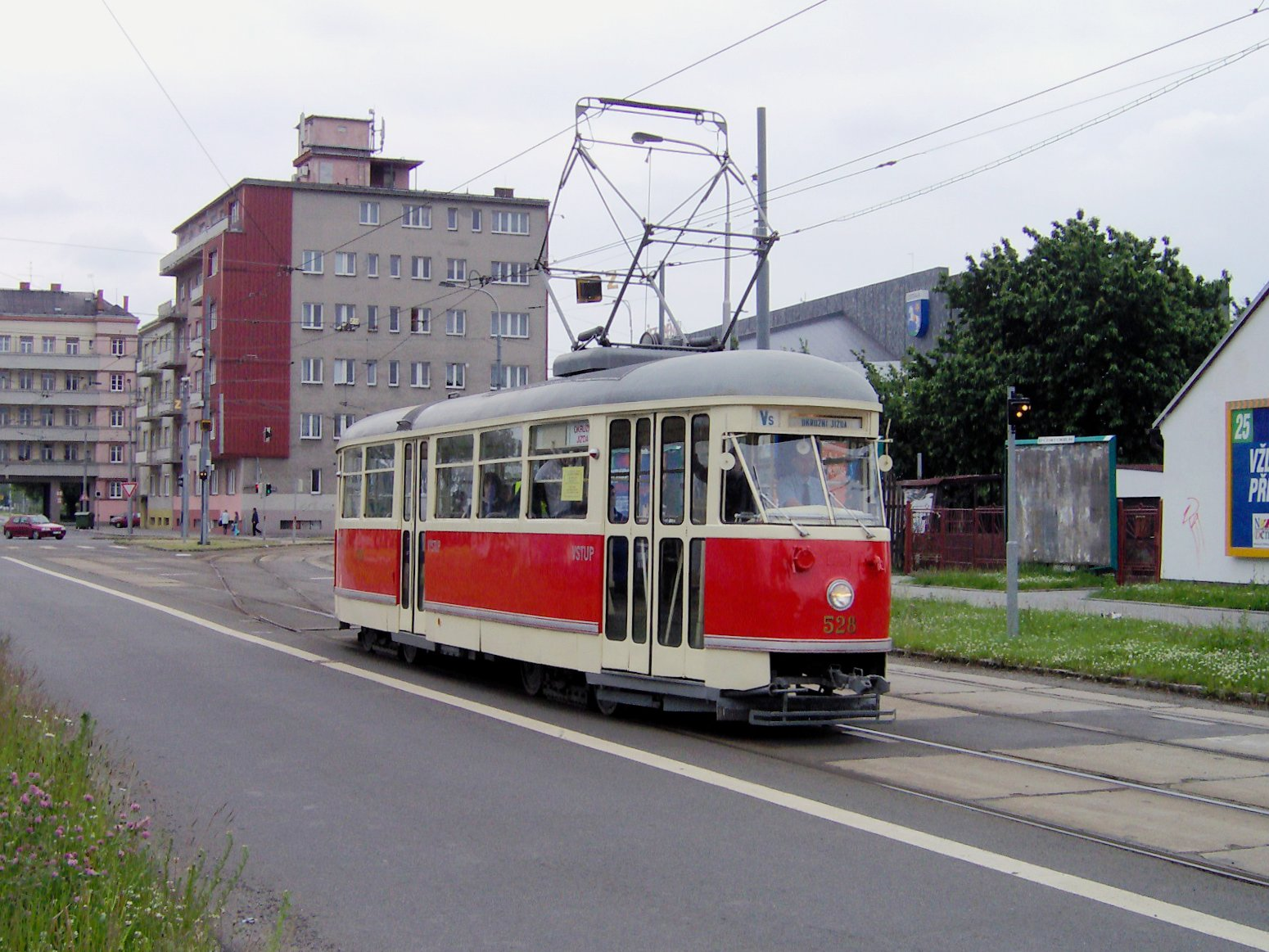
Zabytkowa Tatra T1 w Ostrawie

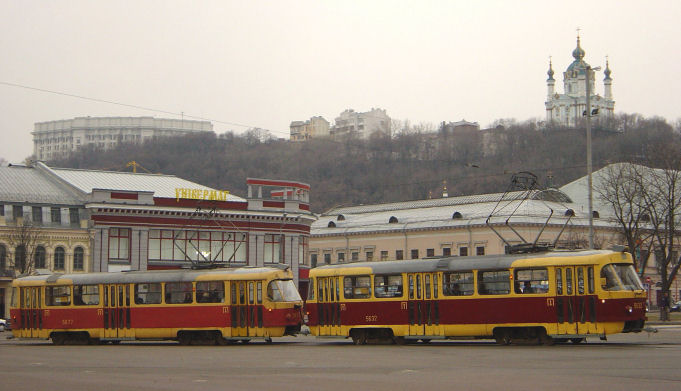
Tatra T3SU w Kijowie

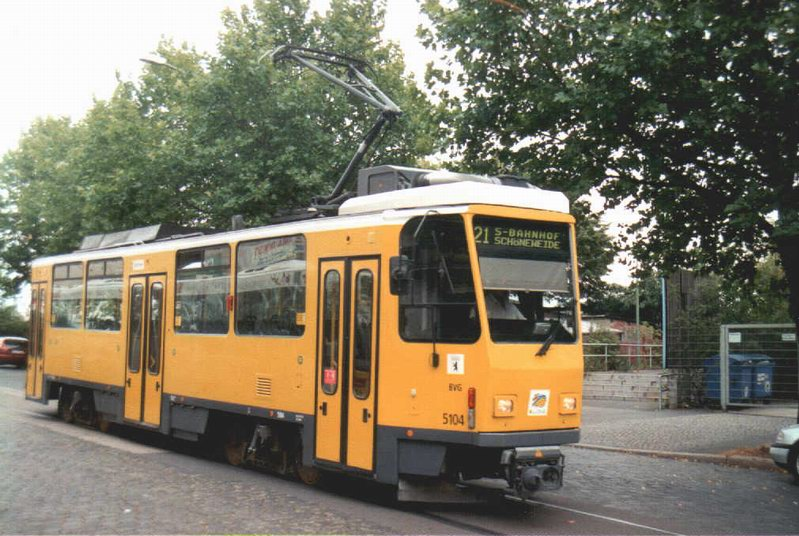
Tatra T6A2D w Berlinie 2002

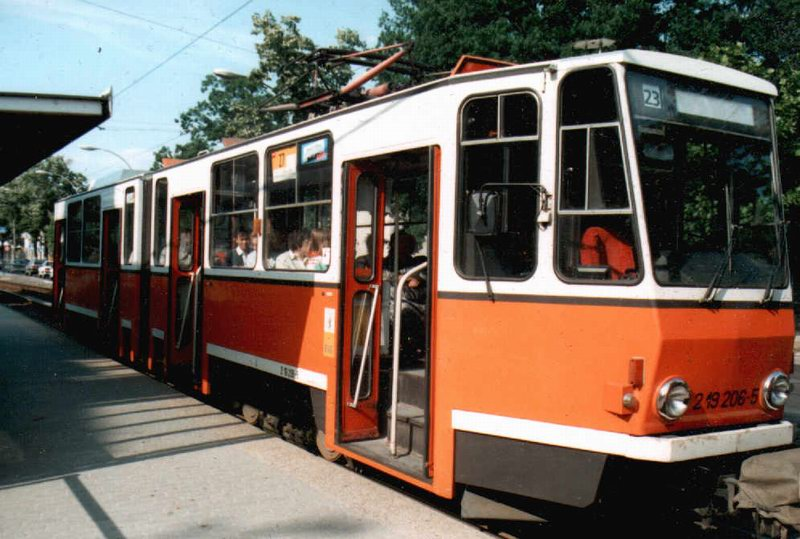
Tatra KT4D w Berlinie 1995

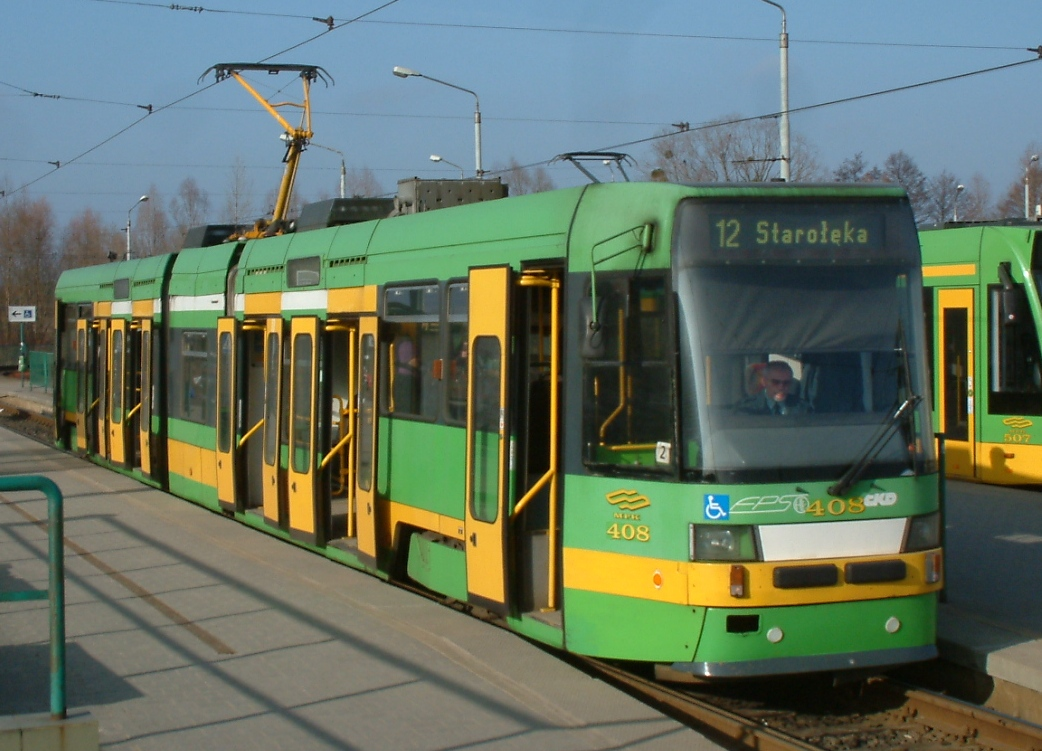
Tatra/HCP RT6N1 na trasie Poznańskiego Szybkiego Tramwaju

Uwaga. Tabela zawiera państwa, do których dostarczono fabrycznie nowe wozy.
| Model | Lata budowy      | Kraje eksploatacji                               | Liczba sztuk |
| ----- | ---------------- | ------------------------------------------------ | ------------ |
| T1    | 1952–1958        | Czechosłowacja, Polska (Warszawa), ZSRR          | 287          |
| T2    | 1955–1962        | Czechosłowacja, ZSRR                             | 771          |
| T3    | 1960–1989        | Czechosłowacja, ZSRR, NRD, Rumunia, Jugosławia   | 13991        |
| T4    | 1967–1986        | ZSRR, NRD, Rumunia, Jugosławia                   | 2635         |
| T5A5  | 1972 i 1981      | Prototyp                                         | 2            |
| T5B6  | 1976             | Prototyp                                         | 2            |
| T5C5  | 1978–1984        | Węgry                                            | 322          |
| T6B5  | 1985–2003        | Bułgaria, Korea Północna, ZSRR, Ukraina, Rosja   | 1270         |
| T6A2  | 1985–1999        | Bułgaria, NRD, Węgry, Polska (Szczecin)          | 256          |
| T6A5  | 1991–1998        | Czechosłowacja                                   | 296          |
| T7B5  | 1988–1993        | Norwegia, Szwecja, ZSRR                          | 8            |
| T6C5  | 1998             | USA, Niemcy                                      | 1            |
| K1    | 1964–1965        | Prototyp                                         | 2            |
| K2    | 1966–1983        | Czechosłowacja, ZSRR, Jugosławia                 | 567          |
| K5AR  | 1970–1973        | Egipt                                            | 200          |
| KT4   | 1974–1990 i 1997 | ZSRR, NRD, Jugosławia, Korea Północna            | 1767         |
| KT8D5 | 1986–1999        | Czechosłowacja, NRD, Węgry, Korea Północna, ZSRR | 205          |
| RT6N1 | 1993–1997        | Czechy, Polska (Poznań)                          | 19           |
| RT6S  | 1997             | Czechy                                           | 1            |
| RT8M  | 1997–1999        | Filipiny (Manila)                                | 73           |

## Zasady oznaczania
Tramwaje Tatra zostały opatrzone nazwami składającymi się z liter i cyfr, które oznaczają odpowiednie parametry wozów (nie dotyczy RT6N1, RT6S i RT8M).

### Wagony bezprzegubowe
Pierwsza litera nazwy w przypadku wozów bezprzegubowych oznacza:
T – wagon silnikowy
B – wagon doczepny
Druga w kolejności cyfra oznacza serię produkcyjną, natomiast litera na trzecim miejscu oznacza:
A – wagon jednokierunkowy, odległość między czopami skrętu wózków 6,7 m
B – wagon jednokierunkowy, odległość między czopami skrętu wózków 7,5 m
C – wagon dwukierunkowy, odległość między czopami skrętu wózków 6,7 m
D – wagon dwukierunkowy, odległość między czopami skrętu wózków 7,5 m
Cyfra na czwartym miejscu oznacza szerokość pudła wagonu:
2 – 2,2 metra
5 – 2,5 metra
6 – 2,6 metra
Litery na końcu oznaczenia symbolizują kraj przeznaczenia, np. CS – Czechosłowacja, D – NRD, R – Rumunia, SU – ZSRR, YU – Jugosławia.
np:
T6A5 – jednokierunkowy silnikowy wagon z szóstej serii produkcyjnej o odległości między czopami skrętu wózków 6,7 metra i szerokości 2,5 metra

### Wagony przegubowe
W przypadku wagonów przegubowych (oznaczanych literą K w nazwie) litera na drugim miejscu (T lub B) oznacza wagon silnikowy lub doczepny, natomiast cyfra na trzecim miejscu:
4 – wagon czteroosiowy
6 – wagon sześcioosiowy
8 – wagon ośmioosiowy
Litera na czwartym miejscu (A, B, C, D) oznacza, podobnie jak w wagonach bezprzegubowych, wagony jedno- lub dwukierunkowe i odległości między czopami skrętu wózków, natomiast cyfra na miejscu ostatnim (2, 5 lub 6) informuje o szerokości wozu. Ewentualne litery na końcu oznaczają kraj przeznaczenia wozu.
np:
KT8D5SU – dwukierunkowy przegubowy wagon silnikowy o ośmiu osiach, odległości między czopami skrętu wózków 7,5 m oraz szerokości pudła 2,5 metra, przeznaczony dla miast ZSRR
Miejskie przedsiębiorstwa transportowe używają także oznaczeń własnych, niezgodnych z przyjętymi dla tramwajów Tatra.